# 國家自慰日

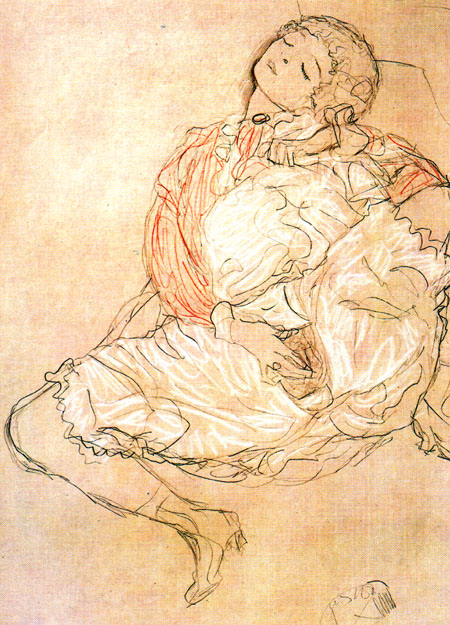
古斯塔夫·克林姆的畫作《自慰》，繪於1916年

國家自慰日（英語：National Masturbation Day），又稱國際自慰日（英語：International Masturbation Day），是美國一項在每年的5月7日至5月28日舉行的活動，目的是推廣自慰的權利，而自2013年起，國際自慰日的日期已擴展至整個5月，並稱為國際自慰月。
美國外科醫生乔伊斯林·埃尔德斯曾對美國總統比爾·柯林頓提出，應把「自慰無害且安全」納入性教育課程之中，乔伊斯林後來被迫在1994年12月9日辭職，性商店震得好對性欲持肯定態度，為了聲援乔伊斯林，而在1995年5月14日首次舉辦。